# Литвин Назар Зіновійович
Наза́р Зіно́війович Литви́н (нар. 22 березня 1983, Львів) — український футболіст. Воротар «Арсенала» (Біла Церква).

## Кар'єра
Вихованець «Карпат» (Львів). Перший тренер — Ігор Артимович.
Виступав у другій лізі за «Карпати-2», «Карпати-3» і «Сокіл» (Золочів), хоча так жодного разу і не вийшов на поле у складі «Сокола».
У сезонах 2003/04 — 2005/06 був основним воротарем клубу «Рава» (Рава-Руська), що був серед лідерів групи «А» другої ліги.
Узимку 2006/07 року перейшов до першолігового ФК «Львів», але не зумів пробитися до основного складу, не зігравши за клуб жодного матчу в лізі. Виступав у складі любительських команд «Етанол-Авангард» (Сторонибаби), «Сокіл» (Суховоля) та «Галичина» (Львів). Зі сезону 2008/09 грає за першоліговий клуб «Арсенал» (Біла Церква).